# Natalia Todorovska
Natalia Todorovska, née Natalia Malakhova le 7 juillet 1974 à Kotovo en URSS (aujourd'hui en Russie), est une ancienne joueuse de handball russe et macédonienne. Elle évoluait au poste d'ailière droite.

## Biographie
Après avoir joué de nombreuses années pour le club russe du Volgograd Akva, elle rejoint le club macédonien de RK Kometal Gjorče Petrov Skopje en 2001. Elle y remporte notamment la Ligue des champions en 2002.
Élue meilleure ailière droite du championnat du monde 1997 avec la Russie, elle joue plus tard pour la Macédoine. Lors du championnat du monde 2005, elle marque notamment 21 buts face au Cameroun et termine cinquième meilleure marqueuse du championnat d'Europe 2008.

## Palmarès

### En équipe nationale
championnats du monde
- 4e place du championnat du monde 1997 (avec la  Russie)
- 14e place du championnat du monde 2005 (avec la  Macédoine du Nord)
- 12e place du championnat du monde 2007 (avec la  Macédoine du Nord)

championnats d'Europe
- 7e place au championnat d'Europe 1996 (avec la  Russie)
- 7e place au championnat d'Europe 2008 (avec la  Macédoine du Nord)

### En club
compétitions internationales
- vainqueur de la Ligue des champions en 2002 (avec RK Kometal Gjorče Petrov Skopje)
- finaliste de la Ligue des champions en 2005 (avec RK Kometal Gjorče Petrov Skopje)
- vainqueur de la Supercoupe d'Europe en 2002 (avec RK Kometal Gjorče Petrov Skopje)
- vainqueur de la Ligue régionale des Balkans en 2009 (avec Podravka Vegeta)

compétitions nationales
- championne de Serbie en 2010 (avec ŽRK Zaječar)
- championne de Croatie en 2007, 2008 et 2009 (avec Podravka Vegeta)
- championne de Macédoine en 2002, 2003, 2004, 2005 et 2006 (avec RK Kometal Gjorče Petrov Skopje)
- championne de Russie en  1999, 2000 et 2001 (avec Volgograd Akva)
- vainqueur de la coupe de Serbie en 2010 (avec ŽRK Zaječar)
- vainqueur de la coupe de Croatie en 2008 et 2009 (avec Podravka Vegeta)
- vainqueur de la coupe de Macédoine du Nord en 2002, 2003, 2004, 2005 et 2006 (avec RK Kometal Gjorče Petrov Skopje)

### Récompenses individuelles
- élue meilleure ailière droite du championnat du monde championnat du monde 1997